# L'Amour dans le désordre
Pour plus de détails, voir Fiche technique et Distribution.
L'Amour dans le désordre est un téléfilm français réalisé par Élisabeth Rappeneau et diffusé pour la première fois le 27 septembre 1997.

## Synopsis
Alain est trompé par Agnès qui est en relation avec Guillaume et Cinq années après Alain entre en relation avec Isabelle.

## Fiche technique
- Titre  original : L'Amour dans le désordre
- Réalisateur : Élisabeth Rappeneau
- Assistant réalisateur : Rodolphe Tissot et Lissa Pillu
- Scénariste  : Jean-Claude Islert et Pierre Colin-Thibert
- Producteurs : Christian Charret, Denis Leroy, Jacques Salles
- Musique du film :  Bruno Coulais, Slim Pezin
- Directeur de la photographie : Jean-Pierre Aliphat
- Montage :  Catherine Chouchan
- Distribution des rôles :  Nora Habib
- Création des décors :  Thérèse Ripaud
- Création des costumes : Framboise Maréchal
- Société de production :  Canal+, Gaumont Télévision, TF1
- Pays d'origine  : France
- Genre : Comédie
- Durée : 1h35
- Date de diffusion : 27 septembre 1997

## Distribution
- Pierre Arditi : Guillaume
- Charlotte Kady : Isabelle
- Philippe Caroit : Alain
- Antoine Duléry : Francis
- Michèle Bernier : Myriam
- Julie Debazac : Camille
- Antoine du Merle : Adrien
- Eugénie Crenn : Céline
- Noëlla Dussart : Alexandra
- Valérie Vogt : Brigitte
- Lucienne Hamon : Mme Guérin
- Claude Lévèque : Mr Guérin
- Delphine McCarty : Agnès
- Anthéa Sogno : Sarah
- Frédéric Lary : Le maître d'hôtel
- Sophie Dodge : La secrétaire de la banque
- Arlette Mirapeu : Le secrétaire 'Microprotect'